# 茂浦鉄道
茂浦鉄道（もうらてつどう）は、日本の青森県にある西平内駅付近から茂浦までを結ぶ鉄道を計画していた株式会社。本項では計画されていた鉄道線（未成線）についても記述する。

## 概要
現在の西平内駅付近から現在の茂浦漁港付近（計画時点では西平内駅も茂浦漁港も存在していなかった）までの区間で構想が立てられた。
1893年に榎本武揚が茂浦港と朝鮮の雄基港を結ぶ外国航路を計画したが､ 議会の承認が得られず断念、1906年に再び茂浦築港と鉄道敷設計画が起こり、1911年に許可が下りたが、工事途中のまま1918年に免許失効となった。
夏泊半島を挟んだ反対側の小湊漁港には青函連絡船の小湊桟橋と小湊駅を結ぶ貨物線が設置されたが、こちらも短命に終わった。
なお経営者の日向輝武は1914年の大浦事件で逮捕された。